# إقليم فاتيك

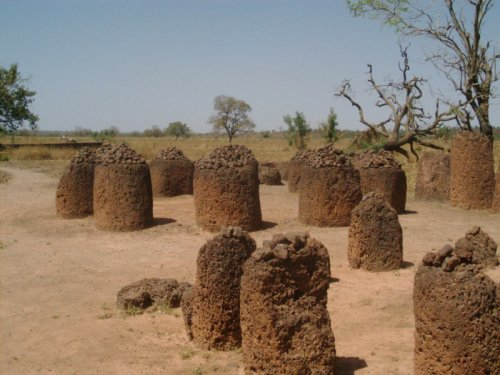
دوائر أحجار واسو

فاتيك هو إقليم يقع في الجنوب الغربي للسنغال فوق غامبيا٬ يسمى كذلك بجيناك بولون.
يعتبر مكاناً مقدساً لدى السيريريون، ويسمى الإقليم باسم عاصمته فاتيك.

## التقسيمات الإدارية
يتكون الإقليم من ثلاث مناطق:
- فاتيك
- فونديوني
- غوساس